# 福莱山街道
福莱山街道，是中华人民共和国山東省烟台市福山区下辖的一个乡镇级行政单位。

## 行政区划
福莱山街道下辖以下地区：
丹阳社区、晨光社区、旭日社区、星海社区、定海社区、静海社区、凤台社区、金城社区、华电社区、东星社区、银芝社区、金东社区、光明社区、金盛社区、杨家台子社区、刘家台子社区、宫家台子社区、曲家台子社区、金光社区、舒家社区、栖里社区、凤城社区、廒上社区、奇章社区、车家社区、北屯社区、岗嵛社区和马家社区。